# Kościół poewangelicki św. Antoniego w Grabiach
Kościół poewangelicki św. Antoniego – rzymskokatolicki kościół filialny, znajdujący się w miejscowości Grabie (gmina Łubniany), należący do parafii św. Bartłomieja Apostoła w Jełowej w dekanacie Zagwiździe, diecezji opolskiej. Dnia 6 maja 2010 roku, pod numerem A-117/2010 kościół został wpisany do rejestru zabytków województwa opolskiego.

## Historia kościoła
Do 1945 roku Grabie w większości były zamieszkane przez ewangelików. Dzięki ich staraniu w 1920 roku został wybudowany, murowany kościół. Jego konsekracja miała miejsce 21 stycznia 1924 roku.
W 1925 roku w Grabiach erygowana zostaje samodzielna, ewangelicka parafia, która obejmuje miejscowości: Grabie, Jełowa, Kały, Kobylno, Rzędów i Turawa. Pierwszym proboszczem został ksiądz Heintz Reder, który funkcję tę sprawował do 1939 roku. Po zakończeniu II wojny światowej kościół był powoli dewastowany, toteż w 1946 roku, katolicki ksiądz Jan Sygulla, poświęcił świątynię. Pozostała ona jednak w rękach katolików tylko przez rok. W 1947 roku kościół ponownie przeszedł pod opiekę duszpasterską pastora ewangelickiego. Do 2009 roku kościół w Grabiach był kościołem filialnym parafii ewangelicko-augsburskiej w Kluczborku.
W marcu 2009 roku świątynia została przekazana rzymskokatolickiej parafii św. Bartłomieja w Jełowej.